# Natalia Svisceva
Natalia Svisceva (Kišinev, 2 ottobre 1966) è un'ex cestista e allenatrice di pallacanestro moldava.

## Carriera
Con la Moldavia ha disputato due edizioni dei Campionati europei (1995, 1997).